# Остеоциты
Остеоци́ты (от др.-греч. ὀστέον — кость и κύτος — «вместилище», здесь — «клетка») — клетки костной ткани позвоночных животных, в том числе человека. Образуются из остеобластов в процессе развития костной ткани. Тела остеоцитов располагаются в полостях основного вещества кости, которые называются костными лакунами, а их длинные отростки — в канальцах, отходящих от полостей. В человеческом организме остеоцит имеет примерные размеры 10 микрон по короткой оси и 20 микрон — по длинной.
Остеоциты имеют звездчатую форму, они снабжены ветвящимися отростками, часто соприкасающимися с отростками соседних клеток. Синцитиальной связи между ними, вероятно, не существует, а клетки образуют на концах отростков контакты вроде десмосом (связывающие их с другими остеоцитами). Отростки костных клеток находятся в полостях, называемых «костными канальцами». По этим канальцам осуществляется проникновение питательных веществ из кровеносных сосудов в костные клетки. При старении и гибели остеоцитов отростки их сжимаются и костные канальцы оказываются опустошёнными.